# ショージに目あり!
『ショージに目あり!』（ショージにめあり）は、1992年10月4日から1993年9月26日まで日本テレビで放送されていたお笑い番組である。

## 概要
前番組『笑売繁盛!』でネタ見せ出演していたホンジャマカ、バカルディ（現・さまぁ〜ず）、デンジャラスの3組をメイン出演者に起用した番組で、彼らによるショートコントを4 - 5本放送していた。エンディングでは、レギュラー3組とゲストがトイレでトークをする「トイレットーク」を放送していた。
1993年4月期から放送時間を5分拡大（いわゆるフライングスタート）。この時間帯の番組を16:55開始とする編成は、中断をはさみながら2024年現在も行われている（「サンデーPUSHスポーツ」）。

## 放送時間
- 日曜 17:00 - 17:15 （1992年10月4日 - 1993年3月28日）
- 日曜 16:55 - 17:15 （1993年4月4日 - 1993年9月26日）

## 出演者
- 石塚英彦（ホンジャマカ）
- 恵俊彰（ホンジャマカ）
- 大竹一樹（バカルディ）
- 三村勝和（バカルディ）
- ノッチ（デンジャラス）
- 安田和博（デンジャラス）

## 収録メディア
- ショージに目あり! 特選保存版（VHSビデオ、1993年8月1日発売、販売元：バップ）
- ショージに目あり!2 独占保存版（VHSビデオ、1993年10月1日発売、販売元：バップ）